# Lista de consortes reais da Inglaterra
As consortes reais inglesas foram as esposas dos monarcas do Reino da Inglaterra. A única esposa de um monarca que não é listada é Maria II de Inglaterra, que reinou conjuntamente como monarca junto com seu marido Guilherme III entre 1689 e 1694. Filipe II de Espanha foi casado com Maria I de 1554 até a morte dela em 1558, porém seu status como consorte é disputado e, assim, ele não é listado. A partir de 1542, todas as consortes também eram consortes do Reino da Irlanda. Depois de 1603, elas também passaram a ser consortes do Reino da Escócia.
A vasta maioria das consortes são mulheres, possuindo o título e honras de uma rainha consorte. O príncipe Jorge da Dinamarca, marido da rainha Ana, é o único homem da lista, porém ele nunca foi chamado de rei consorte e manteve apenas o título de Duque de Cumberland. Em 1707, durante o reinado de Ana, a Inglaterra uniu-se com a Escócia formando o Reino da Grã-Bretanha. Para consortes posteriores a Jorge da Dinamarca, veja Lista de consortes reais britânicos.

## Consortes de Inglaterra

### Casa de Wessex
| Nome                                           | Retrato | Nascimento                                              | Cônjuge                  | Morte                                     |
| ---------------------------------------------- | ------- | ------------------------------------------------------- | ------------------------ | ----------------------------------------- |
| Elgiva de Shaftesbury 939 – 944                |         | nascimento desconhecido filha de Vinfledo               | Edmundo I 2 filhos       | 944                                       |
| Atelfleda de Damerham 944 – 26 de maio de 946  |         | nascimento desconhecido filha de Elfgar                 | Edmundo I 944 sem filhos | c. 962–991                                |
| Elgiva 955 – 958                               |         | nascimento desconhecido filha de Elgiva                 | Eduíno sem filhos        | morte desconhecida                        |
| Alfrida 964 – 8 de julho de 975                |         | c. 945 filha de Ordgar                                  | Edgar c.964 2 filhos     | 17 de novembro de 1000 ou 1001 55–56 anos |
| Elgiva de Iorque 991 – 1002                    |         | c. 970 filha de Toredo                                  | Etelredo 991 9 filhos    | 1002 32 anos                              |
| Ema da Normandia 1002 – 25 de dezembro de 1013 |         | c. 985 filha de Ricardo I, Duque da Normandia, e Gunora | Etelredo 1002 3 filhos   | 6 de março de 1052 67 anos                |

### Casa de Knýtlinga
| Nome                                                                 | Retrato | Nascimento                                                       | Cônjuge           | Morte        |
| -------------------------------------------------------------------- | ------- | ---------------------------------------------------------------- | ----------------- | ------------ |
| Sigride, a Orgulhosa 25 de dezembro de 1013 – 3 de fevereiro de 1014 |         | desconhecido filha de Miecislau I da Polónia e Dobrawa da Boémia | Sueno 996 1 filha | desconhecida |

### Casa de Wessex (restaurada, primeira vez)
| Nome                                                          | Retrato | Nascimento                                              | Cônjuge                  | Morte                      |
| ------------------------------------------------------------- | ------- | ------------------------------------------------------- | ------------------------ | -------------------------- |
| Ema da Normandia 3 de fevereiro de 1014 – 23 de abril de 1016 |         | c. 985 filha de Ricardo I, Duque da Normandia, e Gunora | Etelredo 1002 3 filhos   | 6 de março de 1052 67 anos |
| Edite 23 de abril de 1016 – 30 de novembro de 1016            |         | c. 992                                                  | Edmundo II 1015 2 filhos | desconhecida               |

### Casa de Knýtlinga (restaurada)
| Nome                                                    | Retrato | Nascimento                                              | Cônjuge                       | Morte                      |
| ------------------------------------------------------- | ------- | ------------------------------------------------------- | ----------------------------- | -------------------------- |
| Ema da Normandia julho de 1017 – 12 de novembro de 1035 |         | c. 985 filha de Ricardo I, Duque da Normandia, e Gunora | Canuto julho de 1017 2 filhos | 6 de março de 1052 67 anos |

### Casa de Wessex (restaurada, segunda vez)
| Nome                                                    | Retrato | Nascimento                                                        | Cônjuge                               | Morte                          |
| ------------------------------------------------------- | ------- | ----------------------------------------------------------------- | ------------------------------------- | ------------------------------ |
| Edite de Wessex 1045 – 4 de janeiro de 1066             |         | c. 1025 filha de Goduíno, Conde de Wessex, e Githa Thorkelsdóttir | Eduardo, o Confessor 1045 sem filhos  | 19 de dezembro de 1075 50 anos |
| Edite de Mércia janeiro de 1066 – 14 de outubro de 1066 |         | c. 1057 filha de Elfgar, Conde de Mércia, e Elgiva                | Haroldo II janeiro de 1066 sem filhos | desconhecida                   |

### Casa da Normanda
| Nome                                                               | Retrato | Nascimento                                                       | Cônjuge                                     | Morte                         |
| ------------------------------------------------------------------ | ------- | ---------------------------------------------------------------- | ------------------------------------------- | ----------------------------- |
| Matilde de Flandres 25 de dezembro de 1066 – 2 de novembro de 1083 |         | c. 1031 filha de Balduíno V, Conde de Flandres e Adela da França | Guilherme I 1053 10 filhos                  | 2 de novembro de 1083 51 anos |
| Edite da Escócia 11 de novembro de 1100 – 1 de maio de 1118        |         | c. 1080 filha de Malcolm III da Escócia e Margarida de Wessex    | Henrique I 11 de novembro de 1100 2 filhos  | 1 de maio de 1118 38 anos     |
| Adeliza de Lovaina 24 de janeiro de 1121 – 1 de dezembro de 1135   |         | c. 1103 filha de Godofredo I, Conde de Lovaina e Ida de Chiny    | Henrique I 24 de janeiro de 1121 sem filhos | 23 de abril de 1151 48 anos   |

### Casa de Blois
| Nome                                                          | Retrato | Nascimento                                                         | Cônjuge               | Morte                     |
| ------------------------------------------------------------- | ------- | ------------------------------------------------------------------ | --------------------- | ------------------------- |
| Matilde de Bolonha 22 de dezembro de 1135 – 3 de maio de 1152 |         | c. 1105 filha de Eustácio III, Conde de Bolonha e Maria da Escócia | Estêvão 1125 5 filhos | 3 de maio de 1152 47 anos |

### Casa de Plantageneta
| Nome                                                              | Retrato | Nascimento                                                                                    | Cônjuge                                     | Morte                             |
| ----------------------------------------------------------------- | ------- | --------------------------------------------------------------------------------------------- | ------------------------------------------- | --------------------------------- |
| Leonor da Aquitânia 25 de outubro de 1154 – 6 de julho de 1189    |         | c. 1122 filha de Guilherme X, Duque da Aquitânia e Leonor de Châtellerault                    | Henrique II 18 de maio de 1152 10 filhos    | 1 de abril de 1204 82 anos        |
| Berengária de Navarra 12 de maio de 1191 – 11 de junho de 1199    |         | c. 1165 filha de Sancho VI de Navarra e Sancha de Castela                                     | Ricardo I 12 de maio de 1191 sem filhos     | 23 de dezembro de 1230 59–65 anos |
| Isabel de Angoulême 24 de agosto de 1200 – 19 de outubro de 1216  |         | c. 1187 filha de Aimer de Angoulême e Alice de Courtenay                                      | João 24 de agosto de 1200 5 filhos          | 31 de maio de 1246 58 anos        |
| Leonor da Provença 14 de janeiro de 1236 – 16 de novembro de 1272 |         | c. 1223 filha de Raimundo Berengário IV, Conde da Provença e Beatriz de Saboia                | Henrique III 14 de janeiro de 1236 5 filhos | 24 de junho de 1291 68 anos       |
| Leonor de Castela 16 de novembro de 1272 – 28 de novembro de 1290 |         | 1241 filha de Fernando III de Leão e Castela e Joana de Dammartin, Condessa de Ponthieu       | Eduardo I 1 de novembro de 1254 16 filhos   | 28 de novembro de 1290 49 anos    |
| Margarida de França 8 de setembro de 1299 – 7 de julho de 1307    |         | 1282 filha de Filipe III de França e Maria de Brabante                                        | Eduardo I 8 de setembro de 1299 3 filhos    | 14 de fevereiro de 1317 35 anos   |
| Isabel de França 25 de janeiro de 1308 – 20 de janeiro de 1327    |         | c. 1295 filha de Filipe IV de França e Joana I de Navarra                                     | Eduardo II 25 de janeiro de 1308 4 filhos   | 22 de agosto de 1158 63 anos      |
| Filipa de Hainault 24 de janeiro de 1328 – 15 de agosto de 1369   |         | 24 de junho de 1314 filha de Guilherme I, Conde de Hainaut e Joana de Valois                  | Eduardo III 24 de janeiro de 1328 14 filhos | 15 de agosto de 1369 55 anos      |
| Ana da Boêmia 20 de janeiro de 1382 – 7 de junho de 1394          |         | 11 de maio de 1366 filha de Carlos IV do Sacro Império Romano-Germânico e Isabel da Pomerânia | Ricardo II 20 de janeiro de 1382 sem filhos | 7 de junho de 1394 28 anos        |
| Isabel de Valois 31 de outubro de 1396 – 30 de setembro de 1399   |         | 9 de novembro de 1387 filha de Carlos IV de França e Isabel da Baviera                        | Ricardo II 31 de outubro de 1396 sem filhos | 13 de setembro de 1409 19 anos    |

### Casa de Lencastre
| Nome                                                          | Retrato | Nascimento                                                                   | Cônjuge                                     | Morte                        |
| ------------------------------------------------------------- | ------- | ---------------------------------------------------------------------------- | ------------------------------------------- | ---------------------------- |
| Joana de Navarra 7 de fevereiro de 1403 – 20 de março de 1413 |         | c. 1370 filha de Carlos II de Navarra e Joana de Valois                      | Henrique IV 7 de fevereiro de 1403 7 filhos | 10 de junho de 1437 67 anos  |
| Catarina de Valois 2 de junho de 1420 – 32 de agosto de 1422  |         | 27 de outubro de 1401 filha de Carlos IV de França e Isabel da Baviera       | Henrique V 2 de junho de 1420 1 filho       | 3 de janeiro de 1437 35 anos |
| Margarida de Anjou 23 de abril de 1445 – 4 de março de 1461   |         | 23 de março de 1430 filha de Renato I de Nápoles e Isabel, Duquesa da Lorena | Henrique VI 23 de abril de 1445 1 filho     | 25 de agosto de 1482 52 anos |

### Casa de Iorque
| Nome                                                       | Retrato | Nascimento                                                                   | Cônjuge                                | Morte                      |
| ---------------------------------------------------------- | ------- | ---------------------------------------------------------------------------- | -------------------------------------- | -------------------------- |
| Isabel Woodville 1 de maio de 1464 – 20 de outubro de 1470 |         | c. 1437 filha de Ricardo Woodville, 1.º Conde Rivers e Jaqueta de Luxemburgo | Eduardo IV 1 de maio de 1464 10 filhos | 8 de junho de 1492 55 anos |

### Casa de Lencastre (restaurada)
| Nome                                                           | Retrato | Nascimento                                                                   | Cônjuge                                 | Morte                        |
| -------------------------------------------------------------- | ------- | ---------------------------------------------------------------------------- | --------------------------------------- | ---------------------------- |
| Margarida de Anjou 20 de outubro de 1470 – 11 de abril de 1471 |         | 23 de março de 1430 filha de Renato I de Nápoles e Isabel, Duquesa da Lorena | Henrique VI 23 de abril de 1445 1 filho | 25 de agosto de 1482 52 anos |

### Casa de Iorque (restaurada)
| Nome                                                      | Retrato | Nascimento | Cônjuge                                 | Morte                       |
| --------------------------------------------------------- | ------- | --- | --------------------------------------- | --------------------------- |
| Isabel Woodville 11 de abril de 1471 – 9 de abril de 1483 |         | c. 1437 filha de Ricardo Woodville, 1.º Conde Rivers, e Jaqueta de Luxemburgo                                     | Eduardo IV 1 de maio de 1464 10 filhos  | 8 de junho de 1492 55 anos  |
| Ana Neville 16 de junho de 1483 – 16 de março de 1485     |         | 11 de junho de 1456 filha de Ricardo Neville, 16.º Conde de Warwick, e Ana de Beauchamp, 16.ª Condessa de Warwick | Ricardo III 12 de julho de 1472 1 filho | 16 de março de 1485 28 anos |

### Casa de Tudor
| Nome | Retrato | Nascimento                                                                       | Cônjuge                                       | Morte                                   |
| --- | ------- | -------------------------------------------------------------------------------- | --------------------------------------------- | --------------------------------------- |
| Isabel de Iorque 18 de janeiro de 1486 – 11 de fevereiro de 1503                                                |         | 11 de fevereiro de 1466 filha de Eduardo IV de Inglaterra e Isabel Woodville     | Henrique VII 18 de janeiro de 1486 7 filhos   | 11 de fevereiro de 1503 37 anos         |
| Catarina de Aragão 11 de junho de 1509 – 23 de maio de 1533                                                     |         | 16 de dezembro de 1485 filha de Fernando II de Aragão e Isabel I de Castela      | Henrique VIII 11 de junho de 1509 1 filha     | 7 de janeiro de 1536 50 anos            |
| Ana Bolena 28 de maio de 1533 – 17 de maio de 1536                                                              |         | c. 1501–1507 filha de Tomás Bolena, 1.º Conde de Wiltshire e Isabel Howard       | Henrique VIII 28 de maio de 1533 1 filha      | 19 de maio de 1536 28–35 anos           |
| Joana Seymour 30 de maio de 1536 – 24 de outubro de 1537                                                        |         | c. 1507–1509 filha de João Seymour e Margarida Wentworth                         | Henrique VIII 30 de maio de 1536 1 filho      | 24 de outubro de 1537 28–29 anos        |
| Ana de Cleves 6 de janeiro de 1540 – 9 de julho de 1540                                                         |         | 22 de setembro de 1515 filha de João III, Duque de Cleves e Maria de Jülich-Berg | Henrique VIII 6 de janeiro de 1540 sem filhos | 16 de julho de 1557 41 anos             |
| Catarina Howard 28 de julho de 1540 – 23 de novembro de 1541                                                    |         | c. 1523 filha de Edmundo Howard e Jocasta Culpeper                               | Henrique VIII 28 de julho de 1540 sem filhos  | 13 de fevereiro de 1542 18 anos         |
| Catarina Parr 12 de julho de 1543 – 28 de janeiro de 1547                                                       |         | 1512 filha de Tomás Parr e Maud Green                                            | Henrique VIII 12 de julho de 1543 sem filhos  | 5 de setembro de 1548 36 anos           |
| Guilford Dudley 10 – 19 de julho de 1553 (Data de designação e deposição da esposa, respetivamente) (Disputado) |         | c. 1535 filho de João Dudley, 1.º Duque de Northumberland e Joana Guildford      | Joana Grey 25 de maio de 1553 sem filhos      | 12 de fevereiro de 1554 (18 ou 19 anos) |
| Filipe da Espanha 16 de janeiro de 1556 – 17 de novembro de 1558                                                |         | 21 de maio de 1527 filho de Calos I da Espanha e Isabel de Portugal              | Maria I 25 de julho de 1554 sem filhos        | 13 de setembro de 1598 71 anos          |

### Casa de Stuart
| Nome                                                                   | Retrato | Nascimento                                                                                    | Cônjuge                                  | Morte                          |
| ---------------------------------------------------------------------- | ------- | --------------------------------------------------------------------------------------------- | ---------------------------------------- | ------------------------------ |
| Ana da Dinamarca 24 de março de 1603 – 4 de março de 1619              |         | 12 de dezembro de 1574 filha de Frederico II da Dinamarca e Sofia de Mecklemburgo-Güstrow     | Jaime I 23 de novembro de 1589 7 filhos  | 4 de março de 1619 44 anos     |
| Henriqueta Maria de França 13 de junho de 1625 – 30 de janeiro de 1649 |         | 25 de novembro de 1609 filha de Henrique IV de França e Maria de Médici                       | Carlos I 13 de junho de 1625 9 filhos    | 10 de setembro de 1669 59 anos |
| Catarina de Bragança 21 de maio de 1662 – 6 de fevereiro de 1685       |         | 25 de novembro de 1638 filha de João IV de Portugal e Luísa de Gusmão                         | Carlos II 21 de maio de 1662 sem filhos  | 10 de novembro de 1705 67 anos |
| Maria de Módena 6 de fevereiro de 1685 – 11 de dezembro de 1688        |         | 5 de outubro de 1658 filha de Afonso IV, Duque de Módena e Laura Martinozzi                   | Jaime II 21 de novembro de 1763 7 filhos | 7 de maio de 1718 59 anos      |
| Jorge da Dinamarca 8 de março de 1702 – 1 de maio de 1707              |         | 2 de abril de 1653 filho de Frederico III da Dinamarca e Sofia Amália de Brunsvique-Luneburgo | Ana 28 de julho de 1683 1 filho          | 28 de outubro de 1708 55 anos  |

- Continua com Lista de consortes reais britânicos

## Linha do tempo
1. ↑  «Lady Jane Grey: Marriage». web.archive.org. 16 de outubro de 2007. Consultado em 28 de maio de 2021